# Кравчук Роман Миколайович
Роман Миколайович Кравчук (псевдо: «Петро», «Максим», «Панас», «Гончаренко», «Лісовий», «Семен», «Степовий», «1718», «1920», «88»; 6 жовтня 1910, Кам'янка Струмилова, нині Кам'янка-Бузька, Львівська область — 21 грудня 1951, околиці с. Вишнів, Рогатинський район, Станіславська (нині Івано-Франківська) область) — український військово-політичний діяч, один із керівників українського визвольного руху, Член Крайового проводу ОУН ЗУЗ (1940–1941), в. о. крайового провідника (літо 1941 р.). Організаційний референт Проводу ОУН (1942–1951), організатор Третьої конференції ОУНр (17—21 лютого 1943 р.), учасник III НВЗ ОУН (21-25.08.1943), крайовий провідник ОУН ЗУЗ (12.1943–1951), заступник голови Проводу ОУН на українських землях (1950–1951), голова Президіальної колегії УГВР (1950–1951), член Головної команди УПА. Майор (23.05.1950), полковник УПА (14.10.1951). Лицар Золотого хреста заслуги (25.07.1950), Золотого Хреста Бойової Заслуги 1-го кл. (посмертно)..

## Дитинство та юність
Роман Кравчук народився 6 жовтня 1910 р. в м. Кам'янка-Бузька (Струмилова) в українській патріотичній вчительській родині Миколи та Сабіни Кравчуків. Згодом родина перебралася до Золочева, де Роман провів юнацькі та дитячі роки. Його батько був працівником відділення банку в Золочеві, мати займалась домашнім господарством. Роман отримав освіту в Золочівській гімназії, а в 1929 р. вступив до Львівського політехнічного інституту.
В той час він, як і значна частина української молоді Галичини, опинився під впливом ідей Української військової організації (УВО), а згодом ОУН. З юнацьких років Роман Кравчук брав участь в діяльності українського Пласту, згодом належав до різних студентських та національно-громадських організацій, зокрема, до нелегальної групи «Українська націоналістична молодь». В цей час він активно вивчав різні нелегально видані книги та пресу, зокрема журнал УВО «Сурма».

## Боротьба у міжвоєнній Польщі
У 1930 р. Роман Кравчук став членом Золочівської повітової екзекутиви (проводу) ОУН і включився в активну діяльність з розбудови підпільної мережі на території Золочівщини. Згодом він кілька разів виконував обов'язки керівника ОУН на Золочівщині. В цей же час він тісно співпрацював і товаришував з майбутнім керівником Проводу ОУН(б) Василем Куком, спочатку створюючи молодіжні ланки — Юнацтво ОУН, а потім — дорослу організаційну мережу. Протягом 1930-х років Роман Кравчук проводив активну виховну роботу, переважно серед молоді та студентства, а також серед селян, робітників, вчителів, залучивши багатьох з них до ОУН та підготувавши значну кількість кадрів для підпілля.
Ця діяльність не залишилася непоміченою польською поліцією. В 1933 р. його заарештували та в 1934 засудили до 5 років позбавлення волі за протипольську діяльність. У 1937 році Роман Кравчук був достроково звільнений за амністією, але вже у 1938 р. повторно заарештований поліцією, і польський суд знову засудив його до 8 років позбавлення волі. Строк він відбував в тюрмах Золочева, Сандомира та Тернополя, де продовжував гуртувати навколо себе українців-політичних в'язнів. Проводив з ними виховну роботу, організовував страйки проти тюремних порядків і керівництва.

## Боротьба в 1939–1941
У вересні 1939 р. вибухнула німецько-польська війна, і він, як і інші українські політв'язні, був звільнений. На Західну України прийшла радянська влада. До зими 1939 р. Роман Кравчук продовжував організовувати діяльність ОУН на Золочівщині, переховуючись і вивчаючи нові радянські порядки.
Взимку 1939–1940 рр. Роман Кравчук перейшов кордон з СРСР до територій, окупованих Німеччиною, і опинився в м. Кракові, де тоді базувався Провід ОУН. Тут він пройшов військовий та інші вишколи, які були нелегально організовані ОУН для кадрів. Коли стався розкол ОУН на два крила — бандерівське та мельниківське, то він приєднався до організації, яку очолював Степан Бандера.
Навесні 1940 р. Роман Кравчук разом з крайовим провідником ОУН(б) Іваном Климівим — «Легендою» нелегально перейшов радянсько-німецький кордон і став керувати діяльністю Золочівсько-Бродівської округи ОУН(б). Водночас він виконував обов'язки заступника керівника крайового проводу ОУН(б). За його участі було проведено значну організаційно-виховну роботу з населенням та молоддю, чимало антирадянських акцій, і до 1941 р. незважаючи на всі зусилля органи НКВС так і не змогли розшукати Романа Кравчука та припинити діяльність підпорядкованого йому підпілля, хоч і нанесли йому значні втрати.

## Антигітлерівська діяльність
У червні 1941 р. після початку німецько-радянської війни Роман Кравчук став свідком проголошення Акту про відновлення незалежності України 30 червня 1941 р. у м. Львові, далі брав активну участь в розбудові мережі ОУН(б), яка стала набувати дуже великих розмірів. Однак невдовзі стало зрозуміло, що німці не мали намір підтримувати прагнення українців до незалежності, розпочалися потужні репресії проти підпілля. Роман Кравчук був одним з тих, хто організовував антинімецьку діяльність ОУН(б), за що у вересні 1941 р. був заарештований гестапо та відправлений до концентраційного табору в м. Кракові.
У червні 1942 р. за не до кінця з'ясованих обставин йому вдалося звільнитися з табору (можливо, за викуп), після чого довелось повернутися на Львівщину і перейти на нелегальне становище та далі розбудовувати підпілля, виховувати молоді кадри.
У 1942 рр. Романа Кравчука обрали членом Проводу ОУН(б) та заступником організаційного референта Проводу ОУН(б), а з початку 1943 р. був призначений організаційним референтом Проводу ОУН(б). До нього цю посаду обіймав Василь Кук, який виїхав керувати Південним крайовим проводом ОУН(б) в м. Дніпропетровськ.
Однак на цій посаді йому не довелося довго працювати. У серпні 1943 р. на Тернопільщині відбувся III-й Надзвичайний Великий Збір ОУН(б), одним з організаторів і учасників якого був Роман Кравчук. Тоді ж він був переобраний членом Проводу ОУН(б) та призначений Романом Шухевичем на посаду керівника найбільшого організаційного ядра ОУН(б) — крайового проводу на Західноукраїнських землях, який керував діяльністю підпілля на території сучасних Львівської, Тернопільської, Івано-Франківської областей, а також українських етнічних земель у Польщі (Закерзоння). Ця посада була однією з найвідповідальніших у підпіллі, про це свідчить хоча б те, що до нього її займали такі відомі підпільники, як Степан Бандера, Іван Климів, Михайло Степаняк, Василь Охримович.

## Антирадянський спротив
Починаючи з 1943 р. Роман Кравчук брав безпосередню участь практично в усіх нарадах, конференціях Проводу ОУН(б). В цей час український визвольний рух на території Галичини виріс у могутнію політичну силу: вона нараховувала сотні тисяч учасників та прихильників, організовувались чисельні молодіжні ланки, загони самооборони, а згодом і відділи Української повстанської армії. Практично в кожному місті і селі було створено підпільні осередки, організовано їх більш-менш матеріально-технічне забезпечення. Діяльність ОУН(б) і УПА спрямовувалась спочатку проти німецьких, а згодом і проти радянських окупаційних режимів. У організації всієї цієї діяльності був значний особистий внесок Романа Кравчука.
Архівні матеріали вказують, що у 1943—1944 рр. він перебував в районі сіл Теребежі та Волуйки біля м. Олесько Львівської області, маючи кілька надійних криївок у місцевого населення, яке активно підтримувало підпілля. Сховища були надійно облаштовані та перевірені. Зокрема, один з його бункерів розташовувався на глибині 12 метрів під землею.
Важливим для Романа Кравчука було те, що в с. Теребежі проживала його наречена, а згодом дружина — Галина Турченяк. Однак їм не судилося довго жити разом, і доля її склалася трагічно, як і в більшості тих людей, які підтримували український визвольний рух. В 1946 р. її затримали чекісти і намагалися схилити до співпраці, щоб за її допомогою затримати Романа Кравчука. Галина Турченяк пообіцяла допомогти чекістам, однак на ділі зробила все від неї можливе, щоб уберегти свого чоловіка, за що через два роки її було засуджено до 10 років виправно-трудових таборів.
Починаючи з 1945 р. Роман Кравчук з охороною став постійно дислокуватись в Рогатинському районі Івано-Франківської області, опираючись на підпільну базу, створену керівником місцевого окружного проводу Зиновієм Благим — «Шпаком». Рогатинський особливий окружний провід ОУН(б) відігравав важливу роль в структурі підпілля: він знаходився на межі тогочасних Львівської, Станіславської, Дрогобицької та Тернопільської областей, і був базою для укриття провідників і проведення підпільних нарад. В цей же час на Рогатинщині переховувався і Роман Шухевич, який неодноразово зустрічався з Романом Кравчуком і високо його цінував.
В результаті надзвичайної конспіративності членів Проводу ОУН(б), до 1948 р. чекісти лише приблизно уявляли, де саме переховується Роман Кравчук і продовжували активно розшукувати його на Золочівщині.
Неодноразово чекістам майже вдалося вийти на слід Романа Кравчука, але у таких випадках йому допомагала удача. Один з них описав у спогадах керівник військового округу УПА на Львівщині Василь Левкович:

Чекісти під час облави на Рогатинщині в 1946 р. виявили бункер з підпільниками, де були Роман Кравчук, Зиновій Благий і його охорона. Не знаючи, кого вони заблокували, чекісти запропонували підпільникам здаватись, а отримавши негативну відповідь — вирішили підірвати криївку. Один з підпільників спробував вийти назовні та прорватись, але одразу ж був вбитий. Тоді Роман Кравчук і його охорона (десь 11 осіб) сховалися у підземних лисячих норах, розмитих дощами, які розташовувались поруч з бункером і мали в довжину кілька десятків метрів, заваливши за собою вхід. Чекісти блокували територію, підірвали бункер, але підпільникам вибухова хвиля не завдала серйозної шкоди і вони, хоч і настрашені, дивом залишились цілими. Потім оперативники обшукували нори, але не повіривши, що люди після вибуху могли вижити, так і не знайшовши підпільників, відзвітували про те, що у бункері був лише один повстанець. Через кілька днів, коли розшукова операція закінчилася, знесилені від нестачі їжі та повітря, але живі підпільники змогли вибратись зі свого сховища, щоб продовжити боротьбу. Вціліли вони виключно завдяки винахідливості Романа Кравчука.

Після загибелі 5 березня 1950 р. Романа Шухевича Роман Кравчук розглядався як один з його можливих наступників — адже за віком він залишився найстаршим з усіх членів Проводу ОУН(б) (Василь Кук був 1913 р.н., Петро Федун — 1919 р.н., Осип Дяків, Василь Галаса, Василь Бей — 1920 р.н.). Однак, мабуть, він сам відчував, що і Василь Кук, і Петро Федун більше заслуговують на таке призначення. У червні 1950 р. на Бережанщині (Тернопільська область) відбулася конференція членів Проводу ОУН(б), де було вирішено, що Провід ОУН(б) очолить Василь Кук, а його заступником стане Роман Кравчук, який при цьому залишатиметься ще й керівником підпілля на Західноукраїнських землях.
У тому ж таки 1950 р. Роман Кравчук був кооптований у члени Української головної визвольної ради (УГВР), де використовував псевдоніми «М. Гончаренко» та «М. Лісовий». У 1951 р. його було затверджено Головою Президіяльної Колегії УГВР — Президентом підпільного парламенту воюючої України.

## Полювання на «Бегемота»
В 1948 р. чекістська робота була значно перебудована, і за розшук Романа Кравчука взялися досвідчені оперативники МДБ УРСР Іван Шорубалка, Роман Сараєв та підпорядкований їм апарат управління 2-Н МДБ УРСР та обласних управлінь МДБ. На нього було заведено розшукову справу-формуляр (згодом вона розрослася до 17 томів), а сам він отримав від оперативників оперативну кличку «Бегемот». Було розроблено дуже детальні плани його розшуку на Львівщині, а після отримання від агентури даних про орієнтовне місце його !перебування — і на Рогатинщині, які оновлювалися щомісяця.
Невдовзі чекісти зуміли встановити, що Роман Кравчук перебуває в районі сіл Стратина, Голодівки та ін., де підпілля мало надійну підтримку населення. Було проведено кілька великих чекістсько-військових операцій, у висліді яких заарештовано та вбито кілька десятків довірених осіб Романа Кравчука. В серпні 1948 р. пораненим у ноги потрапив у полон і Зиновій Благий, який згодом став співпрацювати з чекістами, завдавши підпіллю серйозної шкоди. Однак сам Роман Кравчук, поводячись уважно й обачливо, уник затримання й перейшов зі своїми охоронцями переховуватися до надрайонного керівника Служби безпеки ОУН на Рогатинщині Мирослава Галуги — «Зенона».
Для того, аби спробувати вмовити Мирослава Галугу видати Романа Кравчука, чекісти спробували змусити до співпраці його наречену Любов Верес, студентку Львівського медичного інституту, яка кілька років була зв'язковою Романа Шухевича. У разі затримання Кравчука їм обом посприяли би виїхати в східну Україну разом з батьками, подалі від бурхливих подій у Галичині. Але остання, пообіцявши чекістам допомогти, невдовзі перейшла в підпілля до нареченого. Таким чином, ще одна спроба чекістів зірвалася. Невдовзі, 20 січня 1949 р. чекісти виявили криївку Мирослава Галуги та Любов Верес і їх знищили разом з охоронцями.
За свідченнями затриманих керівників підпілля, незважаючи на високу посаду, навіть у 1948 р. Роман Кравчук був менше відомий підпільним кадрам, ніж Роман Шухевич, Василь Кук або Петро Федун. Але все ж його псевдонім «провідник Максим» був добре відомий кадрам. Він постійно зустрічався з керівниками підпілля, а з Василем Куком перед нарадами навіть обговорював основні питання, узгоджуючи позицію, іноді пропонуючи альтернативні шляхи тим пропозиціям, які подавав на зібраннях керівник підпілля Роман Шухевич.
Роман Кравчук за характером був дуже обережний, спокійний, не довіряв практично нікому, крім перевірених охоронців, які були поряд з ним роками. Зважаючи на небезпеку, він не любив з'являтись у містах, більшу частину року переховувався у селах та лісах, спираючись на надійну охорону та довірених осіб з місцевого населення. Викликаючи підпорядкованих провідників до себе для звіту, дотримувався максимальної конспірації й обережності. Особливо ретельно він цікавився заходами МДБ з його розшуку і робив все можливе, щоб не дати себе спіймати. А цікавитися дійсно було чим. 14 червня 1949 р. біля села Зозуль на Золочівщині чекісти виявили підземний бункер — пункт зв'язку Романа Кравчука та Василя Кука, яким керував Осип Білінський. Тут було вилучено типографію, документи та листи Василя Кука та Романа Шухевича, зброю. Однак нових можливостей у розшуку Романа Кравчука з цього у чекістів не виявилося.
Навесні 1949 р. справа дійшла до створення чекістами спеціальної агентурно-бойової групи «Форт» виключно для розшуку Романа Кравчука. Головною фігурою в цій АБГ став згадуваний Зиновій Благий, досвідчений підпільник ОУН(б) з 1930-х рр., який тривалий час забезпечував укриттям членів Проводу ОУН(б) на території Рогатинщини. Він добре знав керівників підпілля, користувався їхньою довірою та повагою. З лютого 1949 р. він погодився співпрацювати з чекістами. Групою «Форт» керував досвідчений оперативний співробітник МДБ УРСР Григорій Клименко, якого характеризували, як одного з найпідступніших і найздібніших чекістів. Контроль над операцією здійснював 1 відділ управління 2-Н МДБ УРСР й особисто такі відомі чекісти, як Іван Шорубалка, Віктор Дроздов та інші. Групу «Форт» було замасковано, як боївку Зиновія Благого, і він спробував встановити контакт з Романом Кравчуком. Однак останній запідозрив підступ і відмовився зустрічатись із Зиновієм Благим, виславши до нього досвідченого підпільника Миколу Демського — «Шувара». Кілька зустрічей таки відбулося, але через певний час група «Форт» розшифрувала себе неконспіративними діями, і підпільники встановили, хто є хто. Отже, й ця операція МДБ провалилася.
Бачачи, що розшукати Романа Кравчука за допомогою агентури та чекістсько-військових операцій не так просто, співробітники МДБ УРСР вирішили використати підступніший метод і в 1948 р. затримали його батька — Миколу Кравчука, який легально жив у Золочеві. Коли офіційні допити нічого не дали, в тюремну камеру до нього підсадили агента, який доповідав чекістам кожне його слово, а за всіма його родинними зв'язками був встановлений постійний нагляд. Однак і це не дало наслідків. Микола Кравчук розповів багато подробиць з життя родини Кравчуків, підтверджував, що неодноразово зустрічався з сином після 1944 р., отримував від нього та Василя Кука матеріальну допомогу, однак жодним словом не обмовився про його точне місце перебування. Тоді чекісти, щоб розв'язати затриманому язик, вирішили допитати його за допомогою агентурно-бойової групи, яка була переодягнена в повстанців. Вона успішно імітувала напад на машину МДБ, коли Миколу Кравчука перевозили з однієї тюрми в іншу, імітувала вбивство конвою, забрала Кравчука до себе в заздалегідь облаштований бункер у лісі і кілька днів допитувала. Однак і в цьому випадку Микола Кравчук не повідомив місця перебування сина. Побачивши, що результатів немає, чекісти Миколу Кравчука віддали під суд і в 1950 р. їх з дружиною засудили до 10 років позбавлення волі.
У 1949—1950 рр. агентура чекістів доповідала, що час від часу бачила Романа Кравчука в селах Золочівського району Львівської області, а згодом — у Рогатинському районі Івано-Франківсько, ще пізніше — в Бережанському районі Тернопільської. Кілька разів його бачили разом з Василем Куком, який також залишався невловимим для чекістів. Однак вжиті розшукові заходи МДБ УРСР так і не дали результатів, що дуже злило київських та московських керівників.
Кілька разів чекісти помилково вважали, що вбили Романа Кравчука. Зокрема, на початку липня 1950 р. співробітники МДБ УРСР застрелили в Бережанському районі Тернопільської області керівника одного з проводів ОУН(б), який був впізнаний заарештованими підпільниками та Зиновієм Благим як Роман Кравчук. Чекісти вже думали закривати розшукову справу і відзвітували про його знищення в Москву. Однак через кілька місяців, у серпні-жовтні 1950 р., було встановлено, що загинув один з провідників підпілля ОУН(б) на Бережанщині, дуже зовні схожий на Романа Кравчука.
Протягом 1950—1951 рр. сили підпілля зазначали значних втрат. Роман Кравчук помічав, що сили ОУН(б) швидко тануть. У підготовленому ним звіті за 1951 р. про стан організаційних кадрів вказувалося, що втрати в деяких округах становили до 60 % особового складу підпільників.
Одним з останніх, хто бачив Романа Кравчука живим, був Василь Охримович — «Грузин», ще один член Проводу ОУН(б) та Закордонного представництва УГВР. У травні 1951 р. він прибув в Україну на зв'язок до Василя Кука з групою посланців з-за кордону, передавши йому пошту від українців з-за кордону. В цьому їм допомогла американська розвідка, яка надала літак і скинула їх на парашутах на територію Дрогобицької області. У своїх свідченнях слідчим МДБ УРСР Василь Охримович розповів, що у 1951 р. він після прибуття в Україну неодноразово зустрічався з членами проводу ОУН(б) в Україні Романом Кравчуком і Петром Федуном, які певний час переховувалися неподалік його бункеру біля м. Журавного. Останні говорили йому про те, що організаційна мережа ОУН(б) в основному розбита органами МДБ, залишилися лише розрізнені групи учасників підпілля, яким навіть важко зв'язуватися між собою. На думку Петра Федуна, це стало наслідком того, що органи МДБ добре вивчили тактику підпілля і сильно знищили його, в результаті чого сподівань на тривалий спротив було мало. Тоді ж Петро Федун розповів, що з низових ланок ОУН(б) у 1951 р. починали надходити невтішні сигнали про заяви втомлених життям підпільників, що скоріше б все закінчилося (тобто щоб уже вбили, або виходити з повинною).
У Василя Охримовича склалося враження, що Петро Федун і Роман Кравчук змирилися з таким станом речей і після стількох років важкої боротьби вже не знали, що іще можна вдіяти, аби поліпшити ситуацію. Та виходити з повинною в органи МДБ вони не хотіли, а боролися до останнього, чекаючи на остаточну розв'язку своєї долі. Також вони сподівалися на те, що їхня боротьба не була даремною, і навіть якщо їм належало загинути — Україна рано чи пізно таки здобуде незалежність, а боротьба ОУН(б) і УПА отримає належне визнання з боку українського народу.
Тим часом керівництво МДБ УРСР та МДБ СРСР дуже дратувала невловимість таких провідників ОУН(б), як Василь Кук, Роман Кравчук, Петро Федун. З Москви у Київ постійно надходили вказівки посилити їхній розшук. Оперативні працівники більшу частину року проводили не вдома, а в селах, на розшукових операціях, а результату все не було.
Врешті, після тривалого розшуку чекістам вдалося таки вбити Романа Кравчука. На місце його перебування вони вийшли в результаті проведення активних заходів з розшуку члена Проводу ОУН(б) Петра Федуна. Останній, тікаючи від їхнього переслідування, знайшов притулок на території перебування Романа Кравчука, який не захотів полишати друга у біді і надав йому одну з вибудуваних на зиму криївок.

### Здійснення чекістсько-військової операції
У грудні 1951 р. Журавнівським райвідділом УМДБ у Станіславській області була отримана інформація про те, що референтура пропаганди Журавнівського надрайонного проводу ОУН(б) базується неподалік від сіл Вишнів та Новошини на кордоні тодішніх Станіславської та Дрогобицької областей. Одночасно з цим між населенням пішли чутки про те, що там само переховуються якийсь значний підпільний керівник. Проаналізувавши всі наявні дані, співробітники МДБ УРСР дійшли до висновку, що в цьому місці можуть переховуватися члени Проводу ОУН(б) в Україні.
Зважаючи на це, управлінням 2-Н МДБ УРСР спільно управліннями МДБ у Дрогобицькій та Станіславській областях було ретельно розроблено план чекістсько-військової операції, який 18 грудня 1951 р. затвердили міністр державної безпеки УРСР генерал-лейтенант М. Ковальчук та заступник міністра державної безпеки СРСР Петро Мироненко, а підписали начальники УМДБ у Дрогобицькій та Станіславській областях М. Мороз та А. Костенко. Район операції був розділений на 9 секторів, керівникам яких було поставлене завдання ретельно оглянути місцевість на предмет наявності підземних сховищ, розшукати підпільників і, по-можливості, захопити їх живими.
Для здійснення операції було залучено 4574 чол. офіцерів та солдатів, з них 75 співробітників УМДБ у Дрогобицькій області і 78 співробітників УМДБ у Станіславській області, 110 службово-розшукових собак з 60 інструкторами, 500 курсантів навчального загону МДБ. Планом операції було передбачено щільно заблокувати лісові масиви, щоб не допустити втечі підпільників, а потім провести ґрунтовний розшук підземних бункерів.
Операція тривала з 21 по 28 грудня 1951 р. За допомогою 230 автомашин чекісти привезли солдатів та офіцерів на призначені їм позиції. Заблокувавши ліси, співробітники МДБ розпочали розшук бункерів.
У перший же день операції одна з пошукових груп МДБ, тихо просуваючись лісом неподалік с. Вишнів, виявила на поверхні біля бункеру трьох підпільників. Недотримання принципів конспірації стало для них фатальним. Зав'язалася перестрілка, в результаті якої два підпільники були оточені, а потім убиті, а третьому вдалося втекти. У вбитих були впізнані Роман Кравчук та Богдан Паньків — керівник СБ Букачівського районного проводу ОУН(б). У вбитих вилучили 2 автомати, 2 пістолети «ТТ» і 4 гранати. У відкритому бункері було знайдено дві польові сумки Романа Кравчука з підпільними документами, друкарська машинка, радіоприймач, підпільна література та продукти харчування. В 300—400 м від бункера була виявлена сумка підпільника, який утік.
23 грудня 1951 р. третій підпільник був виявлений солдатом МДБ на дереві в лісі за 3 км від с. Вишнів. На пропозицію злазити вниз та здаватися він відкрив вогонь з пістолета в солдата. Солдат у відповідь вогнем з автомата важко поранив підпільника і він упав. Пораненому, який знепритомнів, було надано медичну допомогу, але невдовзі він помер. Згодом у загиблому був упізнаний кур'єр Романа Кравчука — дев'ятнадцятирічний Євген Якимів.
Того ж таки 23 грудня 1951 р. чекістам вдалося виявити криївку Петра Федуна та оточити її. Чотири підпільники вчинили спротив, а потім, бачачи безвихідність ситуації та не бажаючи здаватися живими — перестрілялись. Тіла вбитих семи підпільників привезли до Львова, де їх упізнали та сфотографували. Коли ж через кілька днів постало питання, що робити з трупами, то було прийняте рішення таємно поховати їх. Вночі 28 грудня 1951 р. співробітники МДБ з максимальним дотриманням конспірації закопали трупи Романа Кравчука, Петра Федуна та їхніх побратимів у триметровій ямі з негашеним вапном на території «об'єкта № 39» УМДБ у Львівській області. Ця могила не виявлена і досі…

## Відзнаки і пам'ять
Невдовзі після загибелі Романа Кравчука Василь Кук написав короткий некролог про нього. Він відзначив великий внесок загиблого у справу боротьби за незалежність України, відзначивши, що Роман Кравчук, як провідник, зростав разом з розвитком українського визвольного руху, віддав йому 21 рік свого життя, з них 5 років відсидів в польських та німецьких тюрмах та 12 років провів у збройній боротьбі. Протягом 1944–1951 рр. під його керівництвом ОУН(б) на Західноукраїнських землях відіграла вирішальну роль в війні українців за державну незалежність, яка хоч і завершилася поразкою, але не зламала у людей віри у правильність ідеї про можливість створення незалежної Української держави. Романові Кравчуку були притаманні такі якості, як оптимізм, базований на вірі в правоті власних переконань; цілеспрямованість та впертість; особиста відвага та розумна обережність; організованість та дисциплінованість.
За свою активну діяльність Роман Кравчук ще за життя був нагороджений УГВР Золотим Хрестом Заслуги — найвищою відзнакою для підпільників.